# Alva Lundin
Alva Lundin, född Alva Lindbohm 11 maj 1889 i Kvillinge Östergötlands län, död 2 februari 1972 i Stockholm, var konstnär, text- och förtextdesigner vid Svensk Filmindustri från 1919 till 1950-talet.